# Sukomakmur
Sukomakmur is een bestuurslaag in het regentschap Magelang van de provincie Midden-Java, Indonesië. Sukomakmur telt 4973 inwoners (volkstelling 2010).